# Cielec
Cielec (niem. Czielitz) – osada leśna w Polsce położona w województwie śląskim, w powiecie lublinieckim, w gminie Boronów, obecnie niezamieszkana.
Osada położony jest w południowej części gminy Boronów, na jej terenie znajduje się pomnikowa lipa oraz budynek dawnej gajówki.
Nazwa miejscowa Cielec wywodzi się od nazwiska.

## Historia miejscowości
Do lat 90. XX wieku na terenie przysiółka znajdowało się leśnictwo. W XIX wieku teren ten był zamieszkany przez kilka rodzin, pełniących najprawdopodobniej funkcje robotników leśnych. Znajdował się też w pobliżu przysiółka tzw. zameczek cielecki, neogotycki pałacyk należący do rezydującego w pobliskim Koszęcinie rodu Hohenlohe Ingelfingen. Po II wojnie światowej zameczek został rozebrany.
W lasach graniczących z Cielcem książęta z rodu Hohenlohe Ingelfingen hodowali daniele.